# Rotala ramosior
Rotala ramosior là một loài thực vật có hoa trong họ Lythraceae. Loài này được (L.) Koehne miêu tả khoa học đầu tiên năm 1877.